# Norberto García Silva
Norberto García Silva (Morón, 22 de octubre de 1943-24 de septiembre de 1992) fue un abogado y político argentino perteneciente a la Unión Cívica Radical que fue intendente de Morón.

## Biografía
Nació el 22 de octubre de 1943, se recibió de abogado en la universidad de su ciudad, afiliado a la Unión Cívica Radical. En 1973 fue elegido concejal de la ciudad de Morón y presidente del bloque radical, cargos que ocupó hasta el golpe militar de marzo de 1976 y en 1983 fue elegido Intendente del Partido de Morón, hasta 1987.

### Diputado Provincial y Precandidato a Vicegobernador
Ya en 1987 García Silva buscó una banca como diputado provincial, cargo que logró obtener hasta 1991. En 1991 aceptó acompañar a Juan Carlos Pugliese como precandidato a vicegobernador en la interna del radicalismo la cual ganaron y en las elecciones generales quedaron en segundo lugar ante el peronista Eduardo Duhalde.
|  | 41,89 % |

|  | 34,43 % |

|  | 23,67 % |